# Marble Hill – 225th Street
Marble Hill – 225th Street – stacja początkowa metra nowojorskiego, na linii 1. Znajduje się w dzielnicy Manhattan, w Nowym Jorku i zlokalizowana jest pomiędzy stacjami 231st Street i 215th Street. Została otwarta 7 stycznia 1907.